# مارتن وولف (أستاذ جامعي)
مارتن وولف (بالإنجليزية: Martin Wolf)‏ هو صحفي واقتصادي بريطاني، ولد في 16 مارس 1946 في لندن في المملكة المتحدة.

## وصلات خارجية
- مارتن وولف على موقع IMDb (الإنجليزية)
- مارتن وولف على موقع قاعدة بيانات الفيلم (الإنجليزية)